# Taloqan
Taloqan er en by i det nordøstlige Afghanistan. Byen er hovedstad i provinsen Takhar. I 2006 blev befolkningstallet estimeret til 196.400.

## Eksterne links
- Wikimedia Commons har flere filer relateret til Taloqan